# Rony Beard
Rony Beard (San Felipe de Puerto Plata, 24 novembre 1988) è un ex calciatore dominicano, di ruolo attaccante.